# 愛知電気鉄道デキ360形電気機関車

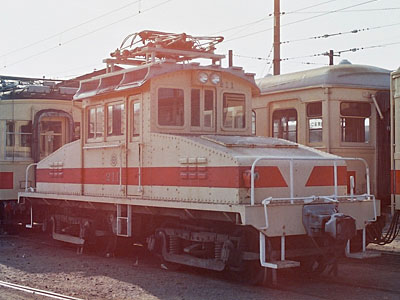
デキ210形デキ211（旧・デキ360形362）

愛知電気鉄道デキ360形電気機関車（あいちでんきてつどうデキ360がたでんききかんしゃ）は、愛知電気鉄道（愛電）が新製した直流用電気機関車。後年愛電と名岐鉄道が合併し名古屋鉄道（名鉄）が設立された際にも形式称号は変わらずデキ360形を名乗った。

## 概要
1923年（大正12年）に1両（360）、1925年（大正14年）に2両（361, 362）が日本車輌製造で新製された。車体は凸字形で、軸配置はB+B、主電動機や電装品のはウェスティングハウス製、台車はブリル製である。600V専用機で、愛知電気鉄道時代は西尾線で使用されていた。連結器は連環連結器で緩衝器も設置されていた。のちに自動連結器も増設されて、一時期は連環連結器、緩衝器、自動連結器という2種類の連結器を併設していた。
1935年（昭和10年）、愛知電気鉄道と名岐鉄道が合併し名古屋鉄道になると、名古屋鉄道デキ360形（360 - 362）となる。1949年（昭和24年）に360が363に改称し、デキ360形（361 - 363）となる。
戦後、361は各務原線や西尾線、362は渥美線、363は西尾線で使用され、1954年（昭和29年）に渥美線が豊橋鉄道に譲渡されると、渥美線で運用されていた362はそのまま豊橋鉄道に転籍する
名古屋鉄道に残った2両は、1960年（昭和40年）に瀬戸線に転属。1965年（昭和40年）に361と363で車体振替が行われ、363の車体となった361が廃車となる。残った363も1967年（昭和42年）に廃車となる。
豊橋鉄道に譲渡された362は1968年（昭和43年）にデキ210形（211）に改称され貨物用として使用される。1984年（昭和59年）の豊橋鉄道の貨物営業廃止後も入換用として残り、1997年（平成9年）の架線電圧1500V昇圧とともに廃車となった。
デキ210形（211）は、1998年（平成10年）に渥美郡田原町（現・田原市）へ寄贈され、芦ヶ池農業公園（サンテパルクたはら）でデワ10形11とともに静態保存されている。